# لوید رایت

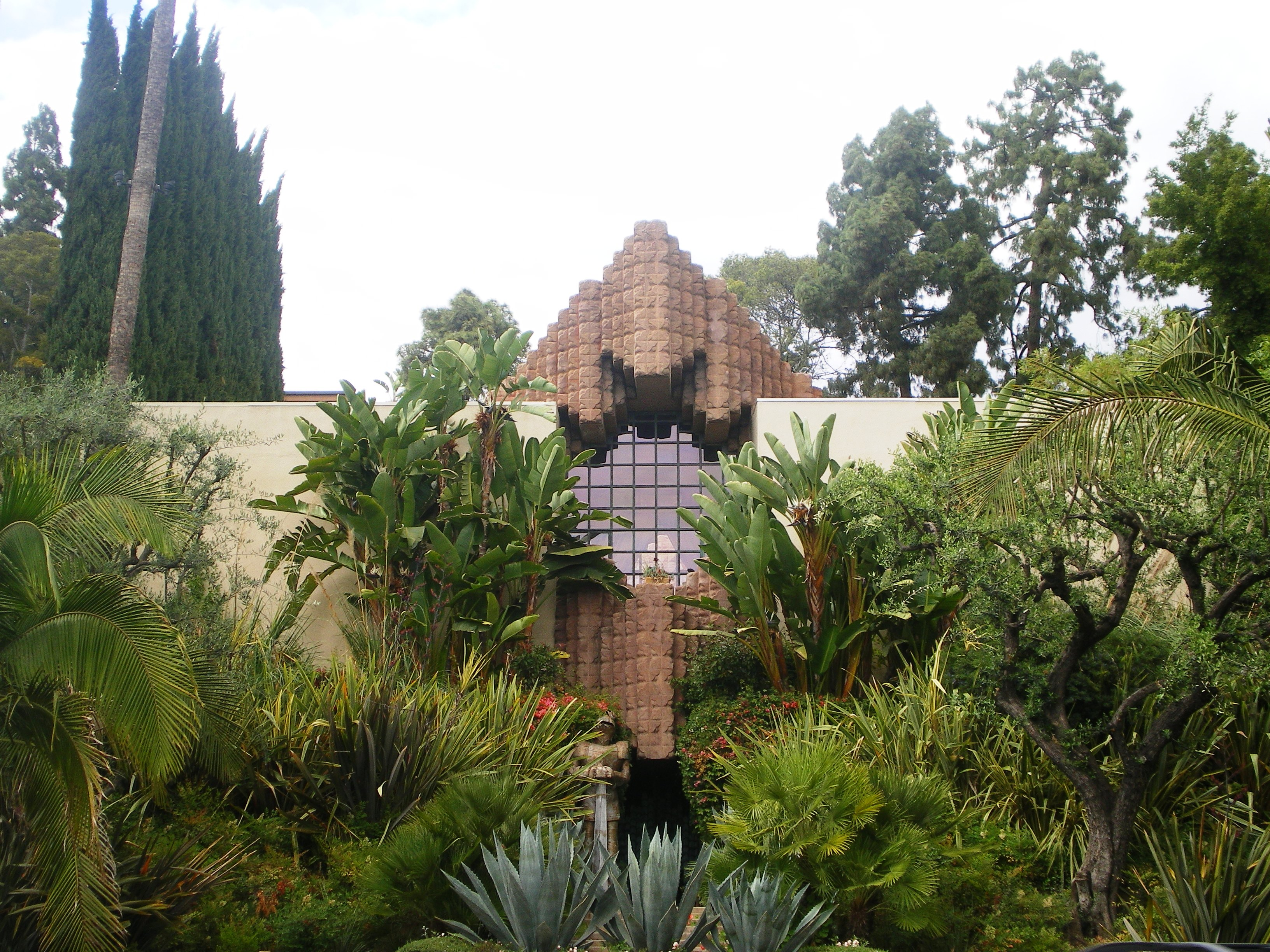
نمونه ای از معماری لوید رایت

لوید رایت (انگلیسی: Lloyd Wright; ۳۱ مارس ۱۸۹۰ – ۳۱ مهٔ ۱۹۷۸) معمار، معمار منظر و طراح داخلی اهل ایالات متحده آمریکا بود.